# Munună, Alba
Munună este un sat în comuna Gârda de Sus din județul Alba, Transilvania, România.